# Université de Caroline du Nord
L'université de Caroline du Nord (University of North Carolina) est le système universitaire public de l’État de Caroline du nord, qui regroupe 17 campus : les 16 universités publiques de l'État et la North Carolina School of Science and Mathematics (en). On la désigne communément sous le nom de UNC System pour la différencier son campus le plus connu, l'université de Caroline du Nord à Chapel Hill, de réputation internationale.
Le système universitaire compte un total de 244 507 étudiants à l'automne 2021. Les campus de l'UNC ont délivré 62 930 diplômes en 2020-2021, dont la majeure partie au niveau du baccalauréat, avec 44 309 diplômes décernés. 
Depuis le 1er mars 2016, sa présidente est l'ancienne secrétaire à l'Éducation de l'administration Bush (2005-2009) Margaret Spellings.

## Personnalités liées à l'université

### Professeurs
- Allen Tate, poète, critique littéraire
- Adaora Adimora, médecin

## Publications
- University of North Carolina Press (UNCP)
- Cultural Studies (journal)